# اوفترشوانگ
اوفترشوانگ (به آلمانی: Ofterschwang) یک شهر در آلمان است که در ابرالاگوی واقع شده‌است. اوفترشوانگ ۲٬۰۳۸ نفر جمعیت دارد.